# Correre per ricominciare
Correre per ricominciare (Overcomer) è un film statunitense del 2019 diretto da Alex Kendrick.
Kendrick, affiancato nella produzione e nella sceneggiatura, dal fratello Stephen, interpreta e dirige per la sesta volta un film caratterizzato da una profonda spiritualità cristiana.

## Trama
Hannah Scott, una ragazza delle superiori che ama allenarsi nella corsa ma che soffre d'asma e cleptomania, viene allenata da John Harrison, insegnante di educazione fisica e storia, per praticare corsa campestre.
L'uomo era l'allenatore di pallacanestro maschile della Brookshire School, ma questa attività, come tante altre, sono state soppresse per effetto della chiusura di una grande fabbrica, che ha determinato l'abbandono di una grande parte di popolazione della cittadina di Franklin, con conseguente diminuzione di studenti e impoverimento generale di risorse.
Harrison, dirottato dal suo sport preferito alla corsa, è frustrato per questi cambiamenti, come in parte anche sua moglie, insegnante nella stessa scuola che, come lui, ha dovuto subire pure una riduzione dello stipendio.
John, fervente cristiano, durante un'attività di volontariato in ospedale, conosce per caso un degente cieco e gravemente malato, Thomas Hill, campione di corsa in gioventù, che lo consiglia su come allenare la sua unica allieva Hannah. Dopo averne approfondito un po' la conoscenza, John scopre che Thomas è il padre di Hannah, che lei per altro crede morto, essendo questo quello che le ha detto sua nonna che l'ha cresciuta, dopo che il padre tossicodipendente aveva traviato la madre di Hannah, poi morta, e abbandonato la famiglia.
Grazie a John e alla moglie Amy, Hannah scopre l'esistenza del padre e lo va ad incontrare in ospedale, scoprendo che è diventato una persona nuova dopo aver abbracciato la fede cristiana. La stessa Hannah, consigliata dalla direttrice della scuola, attraverso la lettura dei testi sacri, riesce a guardare alla vita con occhi nuovi e ritrova serenità e fiducia in se stessa, tanto da restituire tutti gli oggetti rubati, e, grazie a John e Thomas, migliorare enormemente nei suoi risultati sportivi.
La vittoria a sorpresa nella finale dello stato è il suggello all'impegno e alla forza interiore di Hannah e delle persone che le sono state vicine, in particolar modo il padre, che muore poco tempo dopo essendo riuscito a lasciare qualcosa di sé alla figlia che non ha visto e non vedrà crescere.

## Produzione

### Sviluppo
L'idea che ha portato alla creazione del film è arrivata proprio al regista Alex Kendrick, nel 2011, mentre questo stava assistendo a lezioni di sci di fondo per bambini; ha poi descritto la dinamica dell'evento:
Ho visto molti padri allenare i propri figli, parlare con loro, incitarli… [e] mi ricordo che San Paolo nelle Scritture parlava della vita, descrivendola come una 'corsa'. Poi, mentre stavamo pregando e pronunciavamo la formula: 'Signore, cosa vuoi che facciamo?', ci è tornato in mente questo concetto, così come la spinta a parlare di identità religiosa nello sport.

### Temi
Per quanto riguarda la natura religiosa del film e le precedenti produzioni dei due fratelli Kendrick, il regista Kendrick ha detto:
Il nostro [scopo] primario è aiutare le persone, che già conoscono Gesù Cristo, a continuare a crescere e a vivere la propria fede.
Ma c'è della verità nei nostri film, che si diffonderà anche nel pubblico laico: infatti, molte persone che guardano i nostri film sono colpite dai loro messaggi, anche se non condividono la nostra fede, ne professano un'altra o sono liberamente atei.

Possiamo fare un film, ma solo Dio può cambiare il cuore delle persone.

### Riprese
Le riprese si sono svolte tra giugno e luglio 2018, principalmente nella città di Columbus, nella Georgia occidentale, nonché ad Albany, sempre in Georgia.

## Colonna sonora
La colonna sonora, composta da Paul Mills, nella sua seconda collaborazione con Kendrick dopo Le armi del cuore, include la canzone di grande successo, a tema proprio cristiano, You Say di Lauren Daigle, che detiene il primo posto per le 62 settimane seguenti alla sua uscita; essa ha anche superato e raggiunto il numero 1 nelle classifiche di genere Adult Contemporary.

## Distribuzione
Correre per ricominciare è stato proiettato in anteprima in diverse città statunitensi, prima tra tutte Atlanta, capitale della Georgia e principale location del film; ha anche avuto un'ancora precedente, il 28 marzo 2019, ai National Religious Broadcasters.
Il film è poi uscito nelle sale cinematografiche statunitensi a partire dal 23 agosto dello stesso anno.

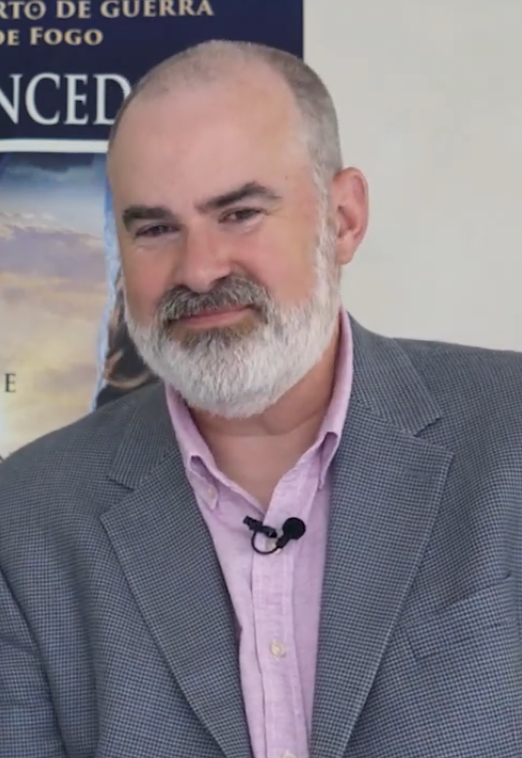
Alex Kendrick nel periodo d'anteprima del film

## Accoglienza

### Incassi
Venendo distribuito tra Stati Uniti e Canada in contemporanea con Attacco al potere 3, il film ha guadagnato 3 milioni di dollari soltanto nel suo primo giorno, per poi raggiungere già gli 8 milioni al termine della sua prima settimana di proiezioni. Il film ha infine incassato, a gennaio 2020, circa $ 38 milioni a livello mondiale.

### Critica
Sul sito web Rotten Tomatoes, il film riceve il 59% delle recensioni professionali positive, con un voto medio di 6/10, basato su 17 recensioni.
Invece su Metacritic il film ottiene un bassissimo punteggio medio di 17 su 100, basato su 5 critiche, indicando "antipatia schiacciante"; al contrario, il pubblico intervistato da CinemaScore ha assegnato al film un raro voto pieno di "A+" su una scala da A+ a F.
Common Sense Media ha assegnato al film 4 stelle su 5, scrivendo che "la regia di Kendrick migliora di volta in volta e si merita il suo posto a capo del cinema di fede", ma, tuttavia, criticando gli "stereotipi razziali" presenti in esso, non senza dubitare anche della necessità di aggiungere il personaggio di John, interpretato proprio da Alex Kendrick.
Il Los Angeles Times ha offerto del film una recensione mista, criticando gli "eccessivi sentimentalismi" della sceneggiatura, ma elogiando la conclusione "emotivamente efficace, in grado di convincere anche i più cinici."